# Марія Віттнер
Марія Віттнер (угор. Wittner Mária; 9 червня 1937, Будапешт — 14 вересня 2022, там само) — угорська громадська активістка і політична діячка, активна учасниця Угорської революції 1956 року. Після її придушення була засуджена до смертної кари з заміною на ув'язнення. Після падіння комуністичного режиму в Угорщині — член партії Фідес. У 2006—2014 — депутат Національної асамблеї.

## Біографія

### Ранні роки, юність
Марія народилася в багатодітній будапештській сім'ї. Батько Марії Віттнер невідомий (за деякими відомостями, він був іранець). У дворічному віці мати віддала Марію під опіку католицького монастиря кармеліток. Через дев'ять років Марія повернулася додому, але мати відправила її в дитячий будинок.
Не закінчивши середньої школи, Марія змушена була працювати друкаркою і стенографісткою у Сольноку. У 1955 році повернулася в Будапешт. Народила сина, але не зареєструвала шлюб через сварку з нареченим. Жила випадковими заробітками.

### Угорська революція. Смертний вирок і подальше життя
Марія рішуче підтримала Угорську антикомуністичну революцію 1956 року. Брала участь в атаці демонстрантів на Будинок радіо 23 жовтня. На наступний день долучилася до захисників «Пасажу Корвіна». 30 жовтня брала участь у захопленні поліцейської дільниці. 4 листопада була поранена в бою з радянськими військами. У боях трималася пліч-о-пліч з подругою — Каталін Стікер.
Після поразки революції, 9 листопада Марія Віттнер була заарештована урядовими військами при спробі перетнути кордон з Австрією. Після допиту їй вдалося звільнитися і перебратися до Австрії. Однак через кілька тижнів вона повернулася на батьківщину. Працювала чорноробом.
16 липня 1957 Віттнер знову була заарештована. Група з дев'яти осіб, у тому числі і Марія, звинувачувалася у скоєнні вбивств під час будапештських боїв. Допити проводилися в жорсткій формі, у відповідь Віттнер трималася досить агресивно. 23 липня 1958 звинувачувані були засуджені до смертної кари. 24 лютого 1959 апеляційна інстанція змінила вирок Марії Віттнер на довічне ув'язнення. П'ятеро інших обвинувачених також отримали різні терміни. Три смертних вироки були приведені у виконання, у тому числі щодо Каталіни Стікер і Йожефа Коте Шереша.
Марія Віттнер провела у в'язниці 11 років. Звільнилася 25 березня 1970 року. Жила у Сольноку і Дунакесі, працювала швачкою і прибиральницею. Вийшла заміж, народила другого сина, але незабаром розлучилася через алкозалежність чоловіка. З 1980 року була на пенсії за інвалідністю через хворобу хребта.

### У ветеранському русі. Депутат від партії «Фідес»
Після падіння комуністичного режиму Марія Віттнер стала відомим громадським та політичним діячем. Брала участь у створенні організацій ветеранів Угорської революції. У 1993 році увійшла в комітет, який здійснював розподіл житла для учасників повстання. При цьому вона регулярно вступала в конфлікти в ветеранами-емігрантами, у тому числі з Гергеем Понгратцем — оскільки наполягала на пріоритеті соціальної допомоги тим ветеранам, які не покидали Угорщину.
Вступила в партію «Фідес». Вважається в партії представником ліберального консерватизму, що протистоїть ультраконсервативним і націонал-соціалістичним тенденціям. На виборах 2006 і 2010 років Марія Віттнер обиралася депутатом Національних зборів Угорщини. Працювала в парламентських комітетах з праці і з прав людини.
У 2007 році в Угорщині був знятий фільм Hóhér, vigyázz! — Кат, бережися!, що розповідає про долю Марії Віттнер, Каталін Стікер та їх друзів.
Марія Віттнер відома крайнім антикомунізмом і жорсткою критикою «червоних капіталістів» посткомуністичній Угорщині. Особливо різко критикувала вона Дьюлу Хорна — одного з лідерів Угорської соцпартії (колишня комуністична УСРП) і прем'єр-міністра Угорщини в 1994—1998. У 2011 році Віттнер назвала Хорна «катом, якому слід поберегтися» (восени 1956 року комуніст Хорн брав участь у придушенні повстання). Зі свого боку, опоненти-соціалісти звинувачували Марію у причетності до лінчування під час жовтневих боїв, проте не змогли привести неспростовних доказів.
24 травня 2006 року Марія Віттнер, Шандор Рац і Ласло Балаш-Пірі — учасники повстання та активісти Комітету історичної справедливості — публічно висловили протест проти запрошення президента Італії Джорджо Наполітано на урочистості з нагоди 50-річного ювілею Угорської революції. У відкритому листі вони нагадали, що у 1956 році Наполітано підтримував вторгнення радянських військ в Угорщину і виступав як противник повстання.

## Нагороди
У 1991 році Марія Віттнер нагороджена Великим хрестом «За заслуги перед Угорською Республікою».

## Цікаві факти
- Марія Віттнер була матеріально найменш забезпеченим депутатом угорського парламенту: вона не мала ніяких доходів, крім пенсії, жодних активів у власності і ніяких цінних речей, крім ноутбука[13].

- У 2007 році в Угорщині був знятий фільм Hóhér, vigyázz! (укр. Кат, бережися!), що розповідає про долю Марії Віттнер, Каталін Стікер та їх друзів[9].